# Moravský Kočov
Moravský Kočov (1869–1880 Kločov, německy Mährisch Kotzendorf, polsky Morawski Koczów) je jižní část obce Moravskoslezský Kočov a zároveň jedno z jeho dvou katastrálních území. Moderní katastrální území Moravského Kočova má rozlohu 14,31 km2 a rozkládá se po obou stranách zemské hranice Moravy a Slezska, protože k němu byly připojeny i pozemky na jihu původního katastrálního území Bruntál-město. Moravský Kočov měl ve znaku kostelík.

## Historie
První písemná zmínka o obci pochází z roku 1405.

## Vývoj počtu obyvatel
Počet obyvatel Moravského Kočova podle sčítání nebo jiných úředních záznamů:
| Rok            | 1869 | 1880 | 1890 | 1900 | 1910 | 1921 | 1930 | 1950 | 1961 | 1970 | 1980 | 1991 | 2001 |
| -------------- | ---- | ---- | ---- | ---- | ---- | ---- | ---- | ---- | ---- | ---- | ---- | ---- | ---- |
| Počet obyvatel | 944  | 866  | 945  | 849  | 737  | 684  | 658  | 379  | 360  | 352  | 277  | 259  | 379  |

1. ↑  z toho: 14 Čechoslováků, 634 Němců; 650 řím. kat., 6 evang.

V Moravském Kočově je evidováno 131 adres : 130 čísel popisných (trvalé objekty) a 1 číslo evidenční (dočasné či rekreační objekty). Při sčítání lidu roku 2001 zde bylo napočteno 111 domů, z toho 99 trvale obydlených.

## Pamětihodnosti
- Kostel svatého Michaela archanděla